# Athetis partita
Athetis partita är en fjärilsart som beskrevs av George Francis Hampson. Athetis partita ingår i släktet Athetis och familjen nattflyn. Inga underarter finns listade i Catalogue of Life.